# کتی ویلهلم
کتی ویلهلم (به آلمانی: Kati Wilhelm) متولد ۲ اوت ۱۹۷۶ در شهر اشمالکالدن ورزشکار زن رشتهٔ بیاتلون اهل کشور آلمان است. وی در بین سال‌های ‎۲۰۰۲ تا ۲۰۰۶ میلادی در مسابقات بازی‌های المپیک زمستانی در مجموع ۶ مدال، شامل ۳ مدال طلا و ۳ نقره را کسب کرد.